# Hyperolius inornatus
Espèce
Statut de conservation UICN

 DD  : Données insuffisantes
Hyperolius inornatus est une espèce d'amphibiens de la famille des Hyperoliidae.

## Répartition
Cette espèce est endémique de la République démocratique du Congo. Elle n'est connue que de Congo da Lemba dans la province du Kongo-Central,.

## Publication originale
- Laurent, 1943 : Les Hyperolius (Batraciens) du Musee Congo. Annales du Musée Royal du Congo Belge, Sciences Zoologiques, Tervuren, vol. 4, p. 61-140.